# 로버트 피카도
로버트 피카도(Robert Picardo, 1953년 10월 27일 ~ )는 미국의 배우이다.

## 출연 작품
- 그렘린 2
- 헤일, 시저! - 라비 역
- 더 파더 앤 더 베어